# Aleksander Rożniecki
Aleksander Antoni Jan Rożniecki du clan Rola (né le 12 février 1774 à Varsovie - mort le 24 juillet 1849 idem) est un général de Duché de Varsovie.

## Biographie
Aleksander Rożniecki termine ses études au corps des cadets. Il commence sa carrière en 1788 à la garde montée. En 1789 il est nommé sous-lieutenant et la même année il est transféré à la Brigade de la Cavalerie Nationale. Il participe en tant que capitaine à la guerre russo-polonaise de 1792. Lors de l'insurrection de Kościuszko il se distingue par sa combativité et son patriotisme. Dès 1798 il sert dans les légions polonaises avec le grade de colonel. Entre 1799 et 1801 il est incorporé à la Légion du Danube, dont il devient temporairement le commandant, une fois promu général de brigade. Après la dissolution des légions polonaises, il combat aux côtés du général Masséna, prend part à la campagne d'Italie et à la campagne d'Allemagne.
Dès 1806 il sert dans l'armée du Duché de Varsovie. En 1807 il devient l'inspecteur de la cavalerie du Duché. Au cours de la guerre de la Cinquième Coalition brille son talent de tacticien.  Après la bataille de Raszyn, il atteint Cracovie à la tête de son unité, le 14 juillet, un jour avant Józef Poniatowski et brise la dernière résistance des Autrichiens. Il libère la Petite-Pologne orientale avec Lwów. Il y met en place l'administration civile et militaire. En 1810 il est promu général de brigade et dirige le renseignement contre la Russie. Pendant la campagne de Russie il commande une division de cavalerie du IVe corps de la Grande Armée. Il participe à la bataille de Mir et de la Moskova. En 1813 il est chef d'état-major du VIIIe corps. Blessé à Leipzig, il est capturé par les Russes.
En 1815 il devient le commandant en chef de la cavalerie du Royaume du Congrès. Franc-maçon, le 7 juillet 1816 il est élevé par  Wincenty Axamitowsky au 30ème degré du Rite écossais ancien et accepté. Après le déclenchement de l'insurrection de 1830, il s'engage dans l'armée russe. En 1832 Aleksander Rożniecki est nommé membre du Conseil d'État de l'Empire russe, en 1839 il revient à Varsovie où il meurt le 24 juillet 1849.

## Décorations
- Croix de commandeur de l'Ordre militaire de Virtuti Militari
- Officier de la Légion d'honneur
- Ordre de Saint-Stanislas[1]
- Signe d'honneur[2].